# 第百五十号特設輸送艦
第百五十号特設輸送艦（だいひゃくごじゅうごうとくせつゆそうかん）は、日本海軍の特設輸送艦。最初の作戦輸送で沈没した。
普遍的には第百一号型輸送艦の6番艦、あるいは37番艦とされているが、輸送艦籍に入らず鎮守府所管の定めを解かれたため、法令上は第百一号型輸送艦に分類されたことはない。

## 艦歴
マル戦計画の輸送艦、仮称艦名第1550号艦として計画。当初は主機を艦本式甲25型高圧単式タービン、主缶を零号乙15改型ホ号缶とする予定だったが、これら機関部の製造が間に合わなかったため、大阪造船所、川南工業浦崎工場、日立造船向島造船所に建造が割り当てられた艦のうち、最初の2隻ずつは400馬力の中速ディーゼルを3基装備して建造されることとなった。本艦は、その6隻のうちの1隻である。
1943年12月28日、日立造船向島造船所で起工。1944年1月27日、進水。2月5日、第百五十号特設輸送艦と命名され、所管を呉鎮守府と仮定。18日、尾道市外の向島日立造船所第一工場内に艤装員事務所を設置し事務開始。3月10日竣工し、呉鎮守府所管に定められる。連合艦隊に編入され軍隊区分補給部隊に配置。
4月28日、東松七号船団に加入し東京発。本艦は浅香丸、第128号特設輸送艦とともにパラオ行き船団に配される。7月27日、パラオでアメリカ艦上機の空襲を受け沈没した。
9月5日、第百五十号特設輸送艦は呉鎮守府所管の定めを解かれた。

## 輸送艦長
- 岩田虎雄 大尉：1944年3月10日 - 1944年8月1日